# Bandeira da Nova Zelândia
A bandeira da Nova Zelândia é azul marinho, e tem no seu lado superior esquerdo a bandeira da União, com mais 4 estrelas à direita, que representam a constelação de Crux.
A bandeira nunca foi alterada desde que o país se tornou independente do Reino Unido, em 1931.

## Referendo

Bandeira finalista sujeita a referendo

Desde o início de 2015 o governo do país lançou um concurso para adotar uma nova bandeira para o país, tendo sujeitado o processo a referendos em 2015–2016. O comitê responsável pelo novo desenho recebeu 10 292 sugestões, Destas, 40 bandeiras foram selecionadas para outra fase de seleção, que destas escolheu em 1 de setembro de 2015 quatro finalistas,.
Em 3 de março de 2016 começou a votação. Como finalistas ficaram duas bandeiras, a atual e o modelo finalista, eleito a partir de milhares de propostas submetidas a concurso.
As opções são manter a bandeira atual, azul, com a bandeira da União à esquerda, em cima, e as quatro estrelas vermelhas que representam a constelação Cruzeiro do Sul; ou dar preferência à nova proposta, que mantém o fundo azul, mas inscreve a árvore característica do país, a samambaia, conservando também as quatro estrelas.
A fazer fé nas sondagens, a bandeira assinada pelo designer Kyle Lockwood e apurada como finalista não parece contudo ter muitas chances.
O referendo vai prolongar-se por três semanas e é defendido como uma oportunidade única pelo primeiro-ministro neozelandês, John Key, que o vê como uma hipótese para o país modernizar um dos seus símbolos.
Ao final do referendo, 56,6% dos eleitores mostraram-se contra a mudança. A proposta alternativa, desenhada por Kyle Lockwood e defendida pelo primeiro-ministro John Key, obteve 43,2% dos votos.

## Bandeiras anteriores
1834
Foi adotada em 9 de março de 1834, após a independência do país eleita por votação pelos chefes maoris, se baseia nas bandeiras dos EUA e do Reino Unido.
1841
Entrou em vigor após o Tratado de Waitangi, no acordo entram os britânicos e maoris. Ainda tem Crux e a bandeira é similar a do Reino Unido.
1869
A bandeira é a mais similar a atual, a diferença é o NZ (inglês: New Zealand)

Bandeira de 1834
Bandeira de 1841
Bandeira de 1869

## Outras bandeiras

A "Bandeira Vermelha", a bandeira de uso civil naval do país
Bandeira da Marinha Real da Nova Zelândia
Bandeira da Força Aérea Real da Nova Zelândia